# Grand Prix Cycliste de Québec 2017
Der 8. Grand Prix Cycliste de Québec 2017 war ein kanadisches Straßenradrennen. Das Eintagesrennen fand am Freitag, den 8. September 2017, statt. Dieses Radrennen startete und endete in Québec City mit einer Länge von 201,6 km. Zudem gehörte es zur UCI WorldTour 2017 und war dort das Rennen 32 insgesamt 38 dieser Serie.
Sieger des Rennens wurde der Weltmeister Peter Sagan aus der Slowakei von Bora-hansgrohe im Sprint einer gut 40 Fahrer starken Gruppe vor dem Olympiasieger Greg Van Avermaet aus Belgien vom BMC Racing Team. Sagan sicherte sich zugleich durch diesen Triumph seinen 100. Sieg seiner Karriere.

## Teilnehmende Mannschaften
| WorldTeams (18)- AG2R La Mondiale - Astana - Bahrain-Merida - BMC Racing Team - Bora-Hansgrohe - Cannondale-Drapac - FDJ - Lotto-Soudal - Movistar Team - Orica-Scott - Quick-Step Floors - Dimension Data - Katusha-Alpecin - Lotto NL-Jumbo - Sky - Team Sunweb - Trek-Segafredo - UAE Team Emirates Professional Continental Team- Israel Cycling Academy Nationalmannschaft- Kanada |
| |

## Rennverlauf
Eine drei Mann starke Fluchtgruppe bestimmte bis etwa 15 Kilometer vor dem Ziel das Renngeschehen. Mit dabei in der Fluchtgruppe waren Tosh Van der Sande (Belgien/Lotto Soudal), Baptiste Planckaert (Belgien/Katusha) und Tyler Williams (USA/Israel Cycling Academy). Gut 20 Kilometer vor dem Ziel fiel die Fluchtgruppe nach und nach auseinander und wurden vom Feld wieder gestellt, als letzter Fahrer von den drei Fahrern Planckaert. Anschließend attackierte Jasha Sütterlin (Deutschland/Movistar) und mehrere Fahrer folgten ihm. Doch in dieser Gruppe herrschte keine Einigkeit und somit wurde diese Gruppe wieder eingeholt. Es folgten noch weitere Angriffe aus dem Peloton heraus, u. a. durch Rigoberto Urán (Kolumbien/Cannondale), Roman Kreuziger (Tschechien/Orica) und Sean De Bie (Belgien/Lotto Soudal). All diese Angriffe führten nicht zum Erfolg und so kam es zum Sprint einer größeren Spitzengruppe. Diesen Sprint gewann Peter Sagan vor Greg Van Avermaet und Michael Matthews (Australien/Sunweb).

## Rennergebnis
| \| Gesamtwertung \| Gesamtwertung \| Gesamtwertung \| Gesamtwertung \| Gesamtwertung \| \| Fahrer \| Fahrer \| Land \| Team \| Zeit \| \| ------------- \| ----------------- \| ------------- \| ----------------- \| --------------- \| \| 1. \| Peter Sagan \| Slowakei \| Bora-Hansgrohe \| 5 h 00 min 31 s \| \| 2. \| Greg Van Avermaet \| Belgien \| BMC Racing Team \| + 0 s \| \| 3. \| Michael Matthews \| Australien \| Team Sunweb \| + 0 s \| \| 4. \| Alexis Vuillermoz \| Frankreich \| AG2R La Mondiale \| + 0 s \| \| 5. \| Tim Wellens \| Belgien \| Lotto-Soudal \| + 0 s \| \| 6. \| Tom-Jelte Slagter \| Niederlande \| Cannondale-Drapac \| + 0 s \| \| 7. \| Petr Vakoč \| Tschechien \| Quick-Step Floors \| + 0 s \| \| 8. \| Sep Vanmarcke \| Belgien \| Cannondale-Drapac \| + 0 s \| \| 9. \| Tony Gallopin \| Frankreich \| Lotto-Soudal \| + 0 s \| \| 10. \| Sonny Colbrelli \| Italien \| Bahrain-Merida \| + 0 s \| |                   |             |                   |                 |
| |                   |             |                   |                 |
| Quelle: ProCyclingStats |                   |             |                   |                 |
| Gesamtwertung |                   |             |                   |                 |
| Fahrer | Fahrer            | Land        | Team              | Zeit            |
| 1. | Peter Sagan       | Slowakei    | Bora-Hansgrohe    | 5 h 00 min 31 s |
| 2. | Greg Van Avermaet | Belgien     | BMC Racing Team   | + 0 s           |
| 3. | Michael Matthews  | Australien  | Team Sunweb       | + 0 s           |
| 4. | Alexis Vuillermoz | Frankreich  | AG2R La Mondiale  | + 0 s           |
| 5. | Tim Wellens       | Belgien     | Lotto-Soudal      | + 0 s           |
| 6. | Tom-Jelte Slagter | Niederlande | Cannondale-Drapac | + 0 s           |
| 7. | Petr Vakoč        | Tschechien  | Quick-Step Floors | + 0 s           |
| 8. | Sep Vanmarcke     | Belgien     | Cannondale-Drapac | + 0 s           |
| 9. | Tony Gallopin     | Frankreich  | Lotto-Soudal      | + 0 s           |
| 10. | Sonny Colbrelli   | Italien     | Bahrain-Merida    | + 0 s           |